# Unique Modèle C
Pour les articles homonymes, voir Unique.
L'Unique Modèle C est un pistolet de défense dérivé de l'Unique Rr 51 Police. Fabriqué par la MAPF, il en constitue une version allégée et tire comme lui le 7,65 Browning. Il arma la Police nationale française.

## Données numériques
- Munition : 7,65 Browning
- Longueur : 14,5 cm
- Canon : 8,1 cm
- Masse à vide :  685 g
- Chargeur : 9 coups

## Modèles dérivés
- Unique Modèle C2
- Unique Modèle F